# Dicranopygium imeriense
Dicranopygium imeriense är en enhjärtbladig växtart som beskrevs av Gunnar Wilhelm Harling. Dicranopygium imeriense ingår i släktet Dicranopygium och familjen Cyclanthaceae. Inga underarter finns listade.